# Boulder (Wyoming)
Boulder es un lugar designado por el censo ubicado en el condado de Sublette en el estado estadounidense de Wyoming.  En el año 2010 tenía una población de 170 habitantes y una densidad poblacional de 50 personas por km² .

## Geografía
Boulder se encuentra ubicado en las coordenadas 42°45′8.73″N 109°42′39.31″O / 42.7524250, -109.7109194. Según la Oficina del Censo, la localidad tiene un área total de 3,4 km² (1,3 mi²), de la cual 3,4 km² (1,3 mi²) es tierra y 0 km² (0 mi²) (0.0%) es agua.

### Localidades adyacentes
El siguiente diagrama muestra a las localidades en un radio de 68 kilómetros (42,3 mi) de Boulder.

## Demografía
En el 2000 la renta per cápita promedia del hogar era de $12.500, y el ingreso promedio para una familia era de $23.750. El ingreso per cápita para la localidad era de $7.908. En 2000 los hombres tenían un ingreso per cápita de $0 contra $0 para las mujeres. Alrededor del 33.30% de la población estaba bajo el umbral de pobreza nacional.